# إدمون دومولان
إدمون دومولان (1852–1907) هو كاتب فرنسي مختص بعلم التربية (بيداغوجيا).

## الحياة والعمل
ولد إدمون دومولان عام 1852 في مرسيليا. أصبح تلميذًا لـ فريدريك ليبلاي. قام بتشكيل مجموعة صغيرة من الطلاب بما في ذلك بول دي روسيه الذين التقوا في صالون ليبلاي كل يوم اثنين في سبعينيات القرن التاسع عشر.  كان برنامج الحكومة والتنظيم الاجتماعي للمراقبة المقارنة للغواصين (1881) عملًا جماعيًا لأعضاء المجموعة بتقديم من ليبلاي.  قام دومولان بتحرير المجلة النصف شهرية المسماة الاصلاح الاجتماعي Réforme sociale.  في عام 1885، بعد ثلاث سنوات من وفاة ليبلاي، انفصل هنري دي تورفيل ودومولان عن الحركة وأسسوا مجلة جديدة هي علم الاجتماع Science Sociale. جلبوا معهم عددًا قليلاً من الأتباع بما في ذلك دي روسيه وروبرت بينو (1862-1926)، المدير المستقبلي للمتحف الاجتماعي والأمين العام للجنة الصياغة ‏. عملت هذه المجموعة الصغيرة كفريق بحث حقيقي. 
أسس دومولان مدرسة روسش École des Roches [الإنجليزية] (الرائدة في التعلم النشط) مستوحيا ذلك من تجارب مدرسة أبوتشولم ومدرسة بيداليس Bedales School.
توفي  إدمون دومولان عام 1907 في كان.
أشهر أعماله هي تعليم جديد: مدرسة روكس L'Éducation nouvelle: L'École des Roches و سر تقدم الانكليز السكسونيين À quoi tient la supériorité des Anglo-Saxons؟ (1897).
دافع دومولان عن النظريات العنصرية في عمله Les grandes route des peuples، essai de géographie sociale : comment la route crée le type social ،. 

## المنشورات
- تاريخ فرنسا، من أقدم العصور إلى يومنا هذا وفقًا للمصادر والأعمال الحديثة T. 1، الأصول، باريس: Librairie de la Sté Bibliographique، 1879
- تاريخ فرنسا، من الأزمنة الأولى إلى يومنا هذا وفقًا للمصادر والأعمال الحديثة T. 2، الملكية الإقطاعية، باريس: Librairie de la Sté Bibliographique، 1879
- تاريخ فرنسا، من أقدم العصور إلى يومنا هذا وفقًا للمصادر والأعمال الحديثة T. 3، La monarchie moderne، باريس: Librairie de la Sté Bibliographique، 1880
- تاريخ فرنسا، من الأزمنة الأولى حتى يومنا هذا وفقًا للمصادر والأعمال الحديثة T. 4، الثورة والملكيات المعاصرة، الطبعة الثالثة، باريس: Librairie de la Sté Bibliographique، 1880
- ليبلاي وعمله في الإصلاح الاجتماعي، الطبعة الثانية، باريس: مكاتب الإصلاح الاجتماعي، 1884
- كيف أربي أطفالي وأربيهم ؟، باريس: فيرمين ديدوت، 1893
- سر تقدم الانكليز السكسونيين، 1897 ( ترجمه أحمد فتحي زغلول متاح في ويكيمصدر).
- تعليم جديد: مدرسة روكس The School of the Rocks، 1998 (متاح في Gallica).
- الطرق الرئيسية للشعوب مقال في الجغرافيا الاجتماعية: كيف يخلق الطريق النوع الاجتماعي. باريس، فيرمين ديدوت، 1901. (المجلد الأول أيضًا في مطبعة نابو، 2010 ISBN 978-1-173-17239-8)
- هل من مصلحتنا الاستيلاء على السلطة؟، فيرمين ديدوت، 1905، ص338.
- الفرنسيون اليوم - الأنواع الاجتماعية للجنوب والمركز، Librairie de Paris / Firmin-Didot، sd.